# Movimiento de Ocupantes e Inquilinos
El Movimiento de Ocupantes e Inquilinos es un movimiento social perteneciente a la Central de Trabajadores de la Argentina, nacido en 1991 en la Ciudad de Buenos Aires.  Una de las características centrales de la organización es reivindicar el derecho a la ciudad y a la vivienda.

## Historia
El Movimiento de Ocupantes e Inquilinos surge en el barrio de San Telmo en el contexto de la toma y ocupación del edificio del Ex Patronato de la Infancia  conocido como Ex-Padelai. En abril de 1991 ciento veinte familias, organizadas en la Cooperativa San Telmo, ocuparon el espacio en reivindicación de la vivienda autogestionaria.
Una de las bases en las que se sostiene el Movimiento de Ocupantes e Inquilinos es en el derecho a la radicación y a una ciudadanía más democrática. En este sentido el movimiento recién conformado lleva a cabo estrategias de acción fundadas en la regularización dominial y en el derecho a la vivienda, elaborando un proyecto de organización y gestión que implicó a múltiples actores sociales y políticos, entre ellos: estudiantes de una cátedra de diseño de la Facultad de Arquitectura-UBA, referentes del Centro de Estudios del Hábitat, la Fundación Vivienda y Comunidad- y el Secretariado de Enlace de Comunidades Autogestionarias.
La Ley 341, promulgada en febrero del 2000 y reglamentada en agosto del 2001 por la Comisión Municipal de Vivienda, representa la normativa de la construcción de cooperativas autogestionarias en la ciudad de Buenos Aires. Esta Ley instala a las organizaciones populares de hábitat con personería jurídica como sujetos de financiamiento, legitimando a las cooperativas de vivienda como administradoras de los recursos oficiales para la compra de sus inmuebles y la transformación de estos en conjuntos habitacionales, consumando la consolidación del derecho a la vivienda digna.

## Pertenencias
El Movimiento de Ocupantes e Inquilinos es parte de la Central de Trabajadores de la Argentina, como así también miembro cofundador de la Secretaria Latinoamericana de Vivienda Popular y de la Coalición Internacional del Hábitat conformada por más de 350 organizaciones sociales, ONGs y espacios académicos que investigan en el campo del hábitat y la vivienda en todo el mundo.

## Cooperativas de vivienda
El Movimiento de Ocupantes e Inquilinos se encuentra compuesto por múltiples cooperativas de vivienda y trabajo ubicadas en diferentes provincias de la Argentina.
- Cooperativa de vivienda Unión Latinoamericana, Ciudad Autónoma de Buenos Aires.
- Cooperativa de vivienda Alfa y Omega, Ciudad Autónoma de Buenos Aires.
- Cooperativa de vivienda La Fábrica, Ciudad Autónoma de Buenos Aires.
- Cooperativa de vivienda Yatay, Ciudad Autónoma de Buenos Aires.
- Cooperativa de vivienda ALBA Ibera, Santa Fé.
- Cooperativa de vivienda Desde Cero, Tierra del Fuego.
- Cooperativa de vivienda La Creciente, Rosario provincia de Santa Fe.
- Cooperativa de vivienda Nuestro Techo, Santa Fe.
- Cooperativa de trabajo Casa Base, Santa Fé, S. Martín de los Andes, Tierra del Fuego, Ciudad Autónoma de Buenos Aires.

## Proyecto educativo
El Movimiento de Ocupantes e Inquilinos dispone de un Centro Educativo Integral Autogestionario construido al interior de la cooperativa de vivienda, específicamente cuenta con un Jardín de Infantes "Construimos jugando".